# Mladinska literatura
Mladinska literatura ali mladinska književnost je v prvi vrsti namenjena otrokom in mladostnikom do osemnajstega leta in tudi drugim bralcem. Pod izrazom mladinska literatura lahko razumemo tudi pisanje mladostnikov. V mladinski prozi je protagonist mladostnik. V zgodovini meje med otroško in mladinsko literaturo ni bilo, sedaj pa potreba po razmejitvi narašča. Nekdaj je bila meja pri 14. letih, danes pa se je pomaknila na 12. leto.

## Zgodovina

### Književnost v angleščini
Prvo priznavanje mladostnikov kot samostojne bralske kategorije je opisala Sarah Trimmer leta 1802.  Uveljavila je pojem otroška literatura pod izrazom Knjige za otroke. Literature sprva niso pisali izrecno za mladino, prvi je prilagodil svoj tekst za mladino Walter Scott (Waverly, 1814). Drugi pomembni angleški avtorji in dela: Thomas Hughes Šolski dnevi Toma Browna, 1857 (Tom Brown's School Days), Louisa May Alcott Male ženske, 1867) (Little Women, Robert Louis Stevenson Otok zakladov (Treasure Island), Lewis Carroll Alica v čudežni deželi (Alice in wonderland), Johanna Spyri Hajdi (Heidi) ter Anna Sewell Črni lepotec (Black Beauty).
Leta 1937 je avtor J. R. R. Tolkien izdal znanstveno fantastično prozo Hobit (The Hobbit) in zbirko romanov Gospodar prstanov (The lord of the rings), leta 1943 pa je Betty Smith izdala roman Drevo raste v Brooklynu (A Tree Grows in Brooklyn). Prvi pravi roman naj bi bil J. D. Salinger Varuh v rži (The Catcher in the Rye, 1951), ki vsebuje vsa ustrezna določila mladinske literature.  Sledijo: Harper Lee, To Kill a Mockingbird, Maya Angelou,  Know Why the Caged Bird Sings, Toni Morrison, The Bluest Eye in številni drugi. Sredi šestdesetih let 20. stoletja je postala generacija do tridesetega leta samostojen raziskovalni predmet in predmet literarnega interesa (S. E. Hinton, The Outsiders).
V sedemdesetih letih so bile objavljene uspešnice: Maya Angelou: (I Know Why the Caged Bird Sings); Rosa Guy: Prijateljici (The Friends); Sylvia Plath: Stekleni zvon (The Bell Jar); Glendon Swarthout: Bless the Beasts and Children, Robb White (Deathwatch) in Enid Blyton: zbirka Pet prijateljev (Famous Five).
V osemdesetih letih je mladinska književnost črpala teme za pisanje predvsem iz življenja ljudi, ki so bili  potisnjeni  na družbeni rob in so se srečevali s tragedijami, kot so posilstvo, samomor, umor, starševska smrt ... Istega leta je oživelo pisanje romantičnih doživetij. V devetdesetih letih se je pričela mladinska književnost ukvarjati s temami, kot so alkoholizem, spolnost, uživanje drog, iskanje identitete, lepota in najstniške nosečnosti. Knjigarne so začele namenjati celotne knjižne police za najstnike in mladostnike. Priljubljena je postala produkcija filmov in knjig z mladimi protagonisti.
Predlogi klasičnih del, ki se berejo v šolah: 
Harper Lee: Ne ubijaj slavca (To Kill a Mockingbird),
William Golding: Gospodar muh (Lord of the Flies),
Ray Bradbury: Fahrenheit 451,
Bram Stoker: Drakula (Dracula),
Stephenie Meyer: Somrak (Twilight),
Nathaniel Hawthorne: Škrlatno znamenje (The Scarlet Letter),
J. D. Salinger: Varuh v rži (Catcher in the Rye).
Nekaj popularnih angleško pišočih avtorjev mladinske literature: Cleo Virginia Andrews, Clive Barker, David Belbin, Tim Bowler, Judy Blume, Meg Cabot, Kate Cann, P. C. Cast, Eoin Colfer, Cornelia Funke, William Golding, Robert A. Heinlein, Anthony Horowitz, Brian Jacques, C. S. Lewis, Stephenie Meyer, Gary Paulsen, Philip Pullman, J. K. Rowling, Jerry Spinelli, Jonathan Stroud, Cecily von Ziegesar, Julie Anne Peter, Alice Hoffman, Laurie Halse Anderson, David Belbin, Melvin Burgess, Nancy Garden, Judy Blume.

### Avtorji mladinske literature v drugih državah
- Avstrija

Thomas Brezina
- Belgija

Hergé
- Francija

Alexandre Dumas, Jules Verne
- Francosko-poljski pisatelj

René Goscinny
- Hrvaška

Snježana Babić-Višnjić,  Tomislav Marijan Bilosnić, Ivana Brlić-Mažuranić, Josip Cvrtila, Miro Gavran, Palma Katalinić, Mato Lovrak, Darko Macan, Julijanu Matanović, Pavao Pavličić, Ante Tomić, Jagoda Truhelka.
- Irska

Eoin Colfer, Aubrey Flegg
- Kanada

Eric Walters, Shane Peacock
- Nemčija

Else Ury, Erich Kästner, Kurt Kläber, Max von der Grün, Gerhard Holtz-Baumert, Alfons Zitterbacke, Peter Härtling, Christine Nöstlinger, Rolf Kalmuczak, Cornelia Funke, Hans Peter Richter,Gudrun Pausewang, Christiane Felscherinow, Hans-Georg Noack, Marliese Arold, Gaby Hauptmann, Wolfdietrich Schnurre
- Norveška

Roald Dahl
- Škotska

Robert Louis Stevenson
- Španija

Pasqual Alapont
- Švica

Johann David Wyss, Corinne Hofmann
- Švedska

Astrid Lindgren
- Združeno kraljestvo

Charles Dickens, Rudyard Kipling, Melvin Burgess, Anne FineDavid, J. K. Rowling, Alan Bradley, Terry Pratchett, Jim Murphy, Mark Haddon, Sue Towsend, Gregory Philippa, Philip Pullman, Anna Perera, M. Christina Butler
- Združene države Amerike

V.C. Andrews, William Arden, Richard Bach, Dan Brown, Judy Blume, Robert C. O'Brien, Michael Chabon, Frances Burnett Hodgson, Marjorie Kinnan Rawlings, Gary Paulsen,Stephenie Meyer, John Green, Louis Sachar, L. M. Montgomery, Walter Dean Myers, Julie Garwood, Julie Anne Peters, Myron Levoy, Morton Rhue, Alice Hoffman, Sarah Dessen, Alex Flinn, Kailin Gow, Nancy Farmer, Meg Rosoff, Christopher Paolini, Marilyn Kaye, Amanda Quick, Mark Twain, Edward Irving Wortis, Paul Zindel.

## Žanr
Mladinska književnost je postala zvrst različnih vrst besedil: romanov, stripov, kratkih zgodb in poezije. Med mladostniško literaturo po žanru najdemo tudi biografije, avtobiografije, dnevnike in  pisma.

## Teme in motivi
Priljubljene teme so: identiteta, prijateljstvo, priljubljenost posameznika v družbi, zaskrbljenost zaradi ocen in stopnje šole, pritisk vrstnikov, debelost, anoreksija, plastična kirurgija, destruktivno in nemoralno obnašanje, ljubezen in spolnost (spolna privlačnost, prvi spolni stik, splav, kontracepcija, prostitucija, spolne bolezni), depresija, samomori, smrt, zloraba drog in alkohola, duševna, fizična in čustvena zloraba otrok, posilstvo, družinski prepiri, razveze staršev, starši samohranilci, ponovne poroke, zasvojenost z odnosi, težave z odnosi do staršev, starih staršev in mlajših bratov ter sester, težave v soseski in na delovnem mestu, družbena odtujitev, religija, homoseksualnot, rasne razlike, socialno-ekonomske razlike, znanstvena fantastika ...
Velik vpliv na mlade ima družbeno-kulturni in socialno-ekonomski status. Ključne značilnosti mladinske literature so intenzivnejše poistovetenje bralca s protagonistom in pri tem ne razvrednoti samega sebe, preprost, razumljiv  jezik, dogajanje se mora nanašati neposredno na realno situacijo mladostnika, ali ima vsaj verjetnost, da se lahko zgodi.

## Uporaba v šolstvu
Mladinska literatura je bila vključena v šole, da bi povečali zanimanje učencev za branje knjig in tako razvili veščine za uspešno, kritično branje. Raziskava je pokazala, da fantje manj berejo kot dekleta, še posebej predpisan kanon – klasiko. Branje mladinske literature naj pripravi učenca k lažjemu, razumljivejšemu in bolj prijetnemu branju težjih klasičnih besedil.